# Aleksa Pejić
Aleksa Pejić (cirílico serbio: Алекса Пејић; Belgrado, 9 de julio de 1999) es un futbolista serbio que juega de centrocampista en el Maccabi Bnei Reineh de la Liga Premier de Israel.

## Carrera
En la temporada 20219-20 fichó por el FK Proleter Novi Sad en donde estuvo dos temporadas.
En agosto de 2022 fichó por el SK Rapid Viena procedente del Shakhtyor Soligorsk bielorruso.
En febrero de 2024 volvió al futbol serbio al fichar por el FK TSC. Jugó con el Rapid 36 partidos oficiales con el primer equipo y 1 con el filial austriaco.

## Estadísticas

### Clubes
Actualizado al último partido disputado el 24 de febrero de 2024.
| Club                              | Div.          | Temporada     | Liga  | Liga  | Copas nacionales | Copas nacionales | Copas internacionales | Copas internacionales | Total | Total |
| Club                              | Div.          | Temporada     | Part. | Goles | Part.            | Goles            | Part.                 | Goles                 | Part. | Goles |
| --------------------------------- | ------------- | ------------- | ----- | ----- | ---------------- | ---------------- | --------------------- | --------------------- | ----- | ----- |
| FK Proleter Novi Sad Serbia       | 2.ª           | 2019-20       | 26    | 2     | 1                | 0                | —                     | —                     | 27    | 2     |
| FK Proleter Novi Sad Serbia       | 2.ª           | 2020-21       | 33    | 1     | 2                | 0                | —                     | —                     | 35    | 1     |
| FK Proleter Novi Sad Serbia       | Total club    | Total club    | 59    | 3     | 3                | 0                | 0                     | 0                     | 62    | 3     |
| Shakhtyor Soligorsk · Bielorrusia | 1.ª           | 2020-21       | 11    | 1     | 0                | 0                | —                     | —                     | 11    | 1     |
| Shakhtyor Soligorsk · Bielorrusia | 1.ª           | 2021-22       | 5     | 0     | 2                | 0                | 1                     | 0                     | 8     | 0     |
| Shakhtyor Soligorsk · Bielorrusia | Total club    | Total club    | 16    | 1     | 2                | 0                | 1                     | 0                     | 19    | 1     |
| SK Rapid Viena · Austria          | 1.ª           | 2022-23       | 26    | 0     | 5                | 0                | 5                     | 0                     | 36    | 0     |
| SK Rapid Viena · Austria          | 1.ª           | 2023          | 1     | 0     | 0                | 0                | 0                     | 0                     | 1     | 0     |
| SK Rapid Viena · Austria          | Total club    | Total club    | 27    | 0     | 5                | 0                | 5                     | 0                     | 37    | 0     |
| FK TSC Serbia                     | 1.ª           | 2024          | 2     | 1     | 0                | 0                | 0                     | 0                     | 2     | 1     |
| FK TSC Serbia                     | Total club    | Total club    | 2     | 1     | 0                | 0                | 0                     | 0                     | 2     | 1     |
| Total carrera                     | Total carrera | Total carrera | 104   | 5     | 10               | 0                | 6                     | 0                     | 119   | 5     |

## Palmarés

### Títulos nacionales
| Título                      | Club                | País        | Año  |
| --------------------------- | ------------------- | ----------- | ---- |
| Liga Premier de Bielorrusia | Shakhtyor Soligorsk | Bielorrusia | 2021 |